# CSM Dunărea Giurgiu
CSM Dunărea Giurgiu is een Roemeense voetbalclub uit Giurgiu. De club komt in het seizoen 2014/15 uit in de Liga III. De kleuren van de club zijn wit en zwart.

## Historie
Dunărea Giurgiu werd opgericht in 1963 en was bekend onder de naam FC Dunărea Giurgiu tot aan 2010. In dat jaar werd de naam veranderd naar Astra II, omdat het was opgekocht door de eigenaar van Astra Giurgiu, die de club het reserveteam van Astra maakte. In de zomer van 2012 werd de club weer onafhankelijk en in 2013 werd de naam veranderd naar CSM Dunărea Giurgiu.

## Erelijst
- Liga III (3):

1967/68, 1974/75, 2004/05